# Dravido-Koreanisch
Die Dravido-Koreanische Theorie (auch Dravido-Koreo-Japonisch, koreanisch: 드라비다한국어족, tamilisch: திராவிட-கொரியன் மொழிக்குடும்பம்) ist die Theorie, dass die Koreanische Sprache und möglicherweise die Japanischen Sprachen einen gemeinsamen Ursprung in den Dravidischen Sprachen haben.

## Die Sprachen und ihre Verbreitung
Die Dravidischen Sprachen bilden eine in Südasien verbreitete Sprachfamilie. Ihr Verbreitungsgebiet umfasst hauptsächlich den Südteil Indiens inklusive Sri Lankas, daneben auch einzelne Sprachinseln im nördlichen Indien sowie in Pakistan, Iran, und Afghanistan. Die 27 dravidischen Sprachen haben insgesamt über 220 Millionen Sprecher. Damit ist die dravidische Sprachfamilie die sechstgrößte Sprachfamilie der Welt. Die vier wichtigsten dravidischen Sprachen sind Telugu, Tamil, Kannada und Malayalam.
Die Koreanische Sprache wird hauptsächlich in Nord- und Südkorea sowie in der Mandschurei gesprochen. Die meisten der über 78 Millionen Sprecher sind Nord- oder Südkoreaner.
Die Japanischen Sprachen werden auf den japanischen Inseln gesprochen. Sie umfassen das moderne Japanisch mit seinen regionalen Dialekten (insgesamt 125 Mio. Sprecher) und die fünf Ryūkyū-Sprachen oder -Dialektbündel, die auf den Ryūkyū-Inseln – vor allem auf Okinawa – von etwa einer Million Menschen gesprochen werden.

## Geschichte
Erste Ähnlichkeiten zwischen den Dravidischen Sprachen und dem Koreanischen wurden von französischen Missionaren erwähnt.
Der erste Vorschlag für diese Theorie stammt von Homer B. Hulbert, der 1905 vielversprechende Hinweise für eine Verwandtschaft zwischen dem Dravidischen und dem Koreanischen entdeckte. Er erarbeitete einen vollen grammatischen sowie lexikalen Vergleich und zeigte damit starke Parallelen zwischen den zwei Sprachen auf.
Die Theorie erhielt einige Zeit danach Popularität durch die Ergebnisse der linguistischen Arbeiten von Susumu Ōno (The origin of the Japanese language, 1970), der in Japan Aufsehen und teilweise Zustimmung auslöste, als er die grammatischen und lexikalen Ähnlichkeiten zwischen Koreanisch, Dravidisch und Japanisch als Zeichen des gemeinsamen Ursprungs klassifizierte, und Morgan E. Clippinger (Korean and Dravidian: lexical evidence for an old theory, 1984), der Übereinstimmungen im Vokabular des Koreanischen und Dravidischen fand.
Ki-Moon Lee, Professor Emeritus an der Seoul National University erklärte, dass diese Theorie offizielles Interesse der linguistischen Vereinigung in Korea genieße und die bereits gezeigten Analysen vielversprechend seien.
Im Jahr 2011 erklärte der koreanische Linguist und Historiker sowie Präsident der Korean Society of Tamil Studies (dt. Koreanische Gesellschaft für Tamilische Studien) Jung Nam Kim, dass die Ähnlichkeiten zwischen den dravidischen Sprachen und der koreanischen Sprache äußerst stark sind und Ähnlichkeiten mit anderen Sprachen in den Schatten stelle. Er ist überzeugt, dass das Koreanische mit den Dravidischen verwandt ist, sagt aber dennoch, dass mehr Forschungsarbeit nötig ist um ein endgültiges Urteil zu fällen.

## Argumente
Clippinger präsentiert über 400 Kognaten und 60 phonologische Übereinstimmungen zwischen dem Koreanischen und den dravidischen Sprachen. Der japanische Professor Tsutomu Kambe fand mehr als 500 übereinstimmende Kognaten zwischen dem Tamil und dem Japanischen. Der koreanische Linguist Kang Gil-un fand 1300 Dravidisch Tamil Kognaten im Koreanischen, vor allem im Bereich der Basis-Wörter und im agrikulturellen Bereich glaubt aber dennoch dass das proto-Koreanische eine Niwchische Sprache war die später von Tamilisch beeinflusst wurde.
Andere Ähnlichkeiten zwischen den drei Sprachen sind:
- alle drei sind agglutinierende Sprachen,
- der Satzbau folgt in allen drei Sprachen der SOV-Regel (Subjekt – Objekt – Verb),
- Nomen und Adjektive folgen derselben Syntax,
- Partikel sind post-positionell,
- Attribute stehen immer vor den attributierten Bezugswörtern.

## Beispiel der Kognaten zwischen dem Koreanischen und dem Tamil

### Personelle Pronomen
| Koreanisch  | Bedeutung | Tamil            | Bedeutung |
| ----------- | --------- | ---------------- | --------- |
| na (naneun) | Ich       | nān/nānu (நான்/நானு) | Ich       |
| nä (nega)   | Du        | nī/ninga (நீ/நீங்க) | Du        |

### Familie
| Koreanisch                                      | Bedeutung                                                                            | Tamil                                    | Bedeutung                   |
| ----------------------------------------------- | ------------------------------------------------------------------------------------ | ---------------------------------------- | --------------------------- |
| Appa (아빠, informal) / Abeoji (아버지, formal) | Vater                                                                                | Appā (அப்பா)/அப்புச்சி(grand-pa)               | Vater                       |
| Eomma (엄마) / Eomeoni (어머니)                 | Mutter                                                                               | Ammā(அம்மா) / Ammuni(grand-ma) (அம்முனி/அமம்மா) | Mutter                      |
| Eonni (언니)                                    | Ältere Schwester (weibliche Form für Schwester); historisch: älteres Geschwisterteil | Aṇṇi (அண்ணி)                               | Ältere Schwester            |
| Nuna (누나)                                     | Schwester                                                                            | Nungai (நுங்கை/தங்கை)                         | Schwester (Alttamil)        |
| Agassi (아가씨)                                 | Junge Frau/Frau                                                                      | Akka (அக்கா) / Akkaachi (அக்காச்சி)            | Ältere Schwester/Junge Frau |

### Andere
| Koreanisch                | Bedeutung                 | Tamil                     | Bedeutung                 |
| ------------------------- | ------------------------- | ------------------------- | ------------------------- |
| Wa (와)                   | Verb "kommen"             | Vā (வா)                    | come                      |
| olla (올라)               | Verb "hinein klettern"    | uḷḷa (உள்ள)                | hinein                    |
| Aigu (아이구)             | Ausdruck der Verwunderung | Aiyō (ஐயோ)                 | Ausdruck der Verwunderung |
| Igeo (이것)               | Das/Dieses/Manches        | Itu (இது)                  | Das/Dieses                |
| Nal (날)                  | Tag                       | Nāḷ (நாள்)                  | Tag                       |
| jogeum-jogeum (조금 조금) | etwas/ein wenig           | konjam-konjam (கொஞ்சம் கொஞ்சம்) | etwas/ein wenig           |
| eoneu (어느)              | Eins                      | onnu (ஒண்ணு)                | Eins                      |
| kungdengyi (궁뎅이)       | Gesäß                     | kundy (குண்டி)               | Gesäß/Hinten              |